# 토켈라우의 기

토켈라우의 기

2009년까지 토켈라우는 뉴질랜드의 국기를 공식적으로 사용했다.

1989년에 제안되었던 토켈라우의 기

토켈라우의 기는 뉴질랜드의 자치령이 아니기 때문에 뉴질랜드의 국기를 공식적인 기로 사용하고 있었으나, 2008년 5월 토켈라우 의회는 토켈라우의 기를 토켈라우의 상징과 동시에 승인하였으며, 2009년 9월 7일에 뉴질랜드의 총독이 토켈라우의 공식적인 기로 승인하였다.
파란색 바탕에 폴리네시아인의 전통적인 금색 카누가 그려져 있으며, 카누 왼쪽에는 하얀색 남십자자리가 그려져 있다.
1989년에는 토켈라우의 비공식적인 깃발이 제안되기도 했는데, 세 개의 별은 토켈라우를 구성하는 세 개의 환초를 의미한다.

## 같이 보기
- 토켈라우의 국가